# 全国手すき和紙連合会
全国手すき和紙連合会（ぜんこくてすきわしれんごうかい）は、全国の手漉き和紙業者の結束と振興を図るために、1963年（昭和38年）に島根県松江市で創設された団体。略称は全和連（ぜんわれん）。
明治時代以降の抄紙機普及のため、急速に数を減らした手漉き和紙職人の技術維持と向上のために、定期的に意見交換を行う目的をもって創設された。創設以降毎年行われている定期総会・全国研修会の開催地は、日本国内の各手漉き和紙産地で持ち回りとなっている。

## 概要
所在地
〒915-0232
福井県越前市新在家8番44号 福井県和紙工業協同組合内
会長
五十嵐康三
会員
- 月山和紙

- 長谷川和紙工房
- 小国和紙生産組合
- 越後門出和紙
- 合名会社福田製紙所
- 桐生和紙
- 埼玉県小川和紙工業協同組合
- 軍動紙保存会
- 東京手漉き和紙工房
- 内山紙協同組合
- 内藤恒雄手すき和紙記念館
- 湯ケ島和紙　伊豆面工房
- 富山県和紙協同組合
- 美濃手すき和紙協同組合
- 和紙のふるさと運営協議会
- 大豊和紙工業（株）
- 福井県和紙工業協同組合
- 黒谷和紙協同組合
- 田中製紙工業所
- 福西和紙本舗
- 植和紙工房
- 上窪良二
- 名塩手漉和紙工房　谷徳製紙所
- 和紙工房八木（名塩和紙)
- 杉原紙研究所
- 馬場製紙所（名塩和紙）
- 淡路津名紙
- 播州ちくさ手漉和紙工房
- 奥野誠（山路紙紙漉き工房）
- 上田手漉和紙工場
- 鳥取県因州和紙協同組合
- 出雲民芸紙工房
- 石州和紙協同組合
- 阿波手漉和紙商工業協同組合
- 東予手すき和紙振興会
- 大洲手漉和紙協同組合
- 高知県手すき和紙協同組合
- 八女手すき和紙組合
- 名尾手すき和紙（株）
- （株）水俣浮浪雲工房